# میتسوکا
میتسوکا (انگلیسی: Mitsuoka) شرکت خودروسازی ژاپنی است، که در سال ۱۹۶۸ تأسیس شد.